# يديكجي محمد باشا
يديكجي محمد باشا سياسي عثماني شغل منصب والي مصر منذ 1743 حتى 1744.